# Luke Littler
Luke Littler MBE (* 21. Januar 2007 in Runcorn) ist ein englischer Dartspieler und der amtierende PDC-Weltmeister.
Mit dem Sieg bei der PDC World Darts Championship 2025 ist Littler der jüngste Weltmeister in der Geschichte des Dartsports.

## Karriere
Sein Spitzname The Nuke ist eine im Englischen gebräuchliche Abkürzung für nuclear weapon, also Kernwaffe, und symbolisiert seine Fähigkeit, viele hohe Punktzahlen zu erzielen und seinen Gegner so zu „zerstören“.
Luke Littler qualifizierte sich durch einen Sieg bei den WDF Irish Open im Alter von 14 Jahren für die WDF-Weltmeisterschaft 2022 und war damit nach Leighton Bennett der zweitjüngste Spieler, der jemals an einer Darts-Weltmeisterschaft teilgenommen hat. Er startete als gesetzter Spieler in der zweiten Runde und gewann sein erstes Spiel gegen Ben Hazel mit 3:2 in Sets. Damit ist er der jüngste Spieler, der ein Match bei der WDF-Weltmeisterschaft gewonnen hat. Im anschließenden Achtelfinale musste er sich Richard Veenstra mit 0:3 in Sets geschlagen geben.
Am 19. Dezember 2022 gewann er die Weltmeisterschaft der Junior Darts Corporation (JDC). Er bezwang im Finale seinen Landsmann Harry Gregory mit 5:0. Das Finale wurde im Rahmen der gleichzeitig stattfindenden PDC-Weltmeisterschaft 2023 im Alexandra Palace in London gespielt.
An seinem sechzehnten Geburtstag, dem 21. Januar 2023, nahm Littler an einem Rileys Amateur Qualifier für die UK Open 2023 teil und gewann diesen. Somit qualifizierte er sich, nachdem er die Altersbeschränkung von 16 Jahren nun überschritten hatte, direkt für sein erstes Turnier der Professional Darts Corporation. Bei diesem erreichte er die vierte Runde, in der er mit 8:10 dem späteren Halbfinalisten Adam Gawlas unterlag.
Mitte März gewann Littler das WDF-Silberturnier der Isle of Man Classic, indem er sich unter anderem gegen Kai Fan Leung, den WDF-Weltmeister Neil Duff und im Finale gegen Martin Atkins durchsetzte. Beim am gleichen Wochenende stattfindenden Isle of Man Masters schied Littler im Achtelfinale aus. Mitte September setzte sich Littler beim Double Header der British Open und British Classic durch. Er gewann die Finale gegen Peter Jacques bzw. Carl Wilkinson.
Am 26. November 2023 gewann der zu diesem Zeitpunkt 16-jährige Littler das Finale der PDC World Youth Championship 2023 gegen Gian van Veen 6:4. Das Finale wurde vor dem Finale der Players Championship Finals 2023 ausgetragen. Kurz darauf gewann er außerdem sowohl die Jugend- als auch die Herrenausgabe der Gibraltar Open. Zudem konnte er erfolgreich seinen Titel bei der JDC World Darts Championship verteidigen. Er setzte sich im Finale mit 5:3 gegen Álmos Kovács durch.
Über die Development Tour Order of Merit qualifizierte er sich für die PDC World Darts Championship 2024. In der ersten Runde traf er auf den ehemaligen BDO-Weltmeister Christian Kist, den er mit 3:0 schlagen konnte und gegen den er einen 3-Dart-Average von 106,12 spielte. Dabei handelte es sich um den höchsten Average, der je in einem Erstrundenmatch der Weltmeisterschaft gespielt wurde. Nach weiteren Siegen über Andrew Gilding (3:1), Matt Campbell (4:1), Raymond van Barneveld (4:1), Brendan Dolan (5:1) sowie Rob Cross (6:2) spielte er sich bei seinem WM-Debüt bis ins Finale. Im Finale unterlag er Luke Humphries mit 4:7. Am darauffolgenden Tag wurde er für die Premier League Darts 2024 nominiert.
Beim Bahrain Darts Masters 2024 spielte er bei seinem Viertelfinalsieg über Nathan Aspinall seinen ersten Neundarter vor TV-Kameras. Damit ist er der jüngste Spieler, dem ein Neundarter bei einem TV-Turnier gelang. Im Finale schlug er Michael van Gerwen und gewann seinen ersten Profititel bei der PDC. Er ist damit der jüngste Spieler, der jemals ein PDC-Turnier für sich entscheiden konnte. Eine Woche später konnte er beim Dutch Darts Masters nach Siegen über Dirk van Duijvenbode, Luke Humphries und Gerwyn Price ein weiteres World-Series-Finale erreichen, in welchem er diesmal jedoch van Gerwen mit 6:8 unterlag.
Bei den Players Championships 2024 spielte er am 12. Februar 2024 im Drittrundenmatch gegen Michele Turetta einen Neundarter. Er ist damit der jüngste Spieler, dem das auf der Pro Tour jemals gelang. Zudem konnte er bei seinem Pro Tour-Debüt auf Anhieb seinen ersten Players Championship-Titel gewinnen. Im Finale setzte er sich mit 8:7 gegen seinen Landsmann Ryan Searle durch.
Mit seinem Sieg bei den Belgian Darts Open 2024 gewann er erstmals ein Turnier auf der European Darts Tour. Bei seinem Finalsieg über Rob Cross am 10. März 2024 spielte er einen Neundarter. Somit gelang es ihm innerhalb von weniger als zwei Monaten, bei seinem Debüt auf drei verschiedenen Turnierserien jeweils einen Neundarter zu werfen und das Event zu gewinnen. Im April 2024 gelang ihm mit dem Gewinn der Austrian Darts Open sein zweiter Turniersieg auf der European Tour.
Im Mai 2024 gewann Littler mit der Premier League Darts 2024 das erste Major-Turnier seiner Karriere. Im Finale der Play-offs am 23. Mai 2024, in dem er Luke Humphries bezwang, warf er zudem einen Neundarter.
Im Juni 2024 gewann Littler mit dem Poland Darts Masters 2024 das zweite World-Series-Turnier seiner Karriere. Am 31. Juli gewann er das Players Championship 15. Damit hatte er in bis dato jedem Kalendermonat 2024 genau einen Titel gewonnen. Im August endete diese Serie. Größter Erfolg war das Erreichen des Finals im Australian Darts Masters 2024, das Littler aber mit 1:8 deutlich gegen Gerwyn Price verlor. Am 1. September unterlag er im Finale der German Darts Championship 2024 Peter Wright.
Bei den World Series of Darts Finals 2024 konnte er seinen zweiten Major-Titel gewinnen. Dabei setzte er sich in einem knappen Spiel gegen Ross Smith durch. Die darauffolgenden Partien gegen Raymond van Barneveld, Chris Dobey, Michael van Gerwen sowie die Finalpartie gegen Michael Smith konnte er souverän für sich entscheiden.
Im November 2024 gewann er mit dem Grand Slam of Darts 2024 den dritten Major-Titel seiner Karriere. Im Turnierverlauf warf er insgesamt 60 Mal eine 180. Damit stellte er einen neuen Rekord beim Grand Slam auf.

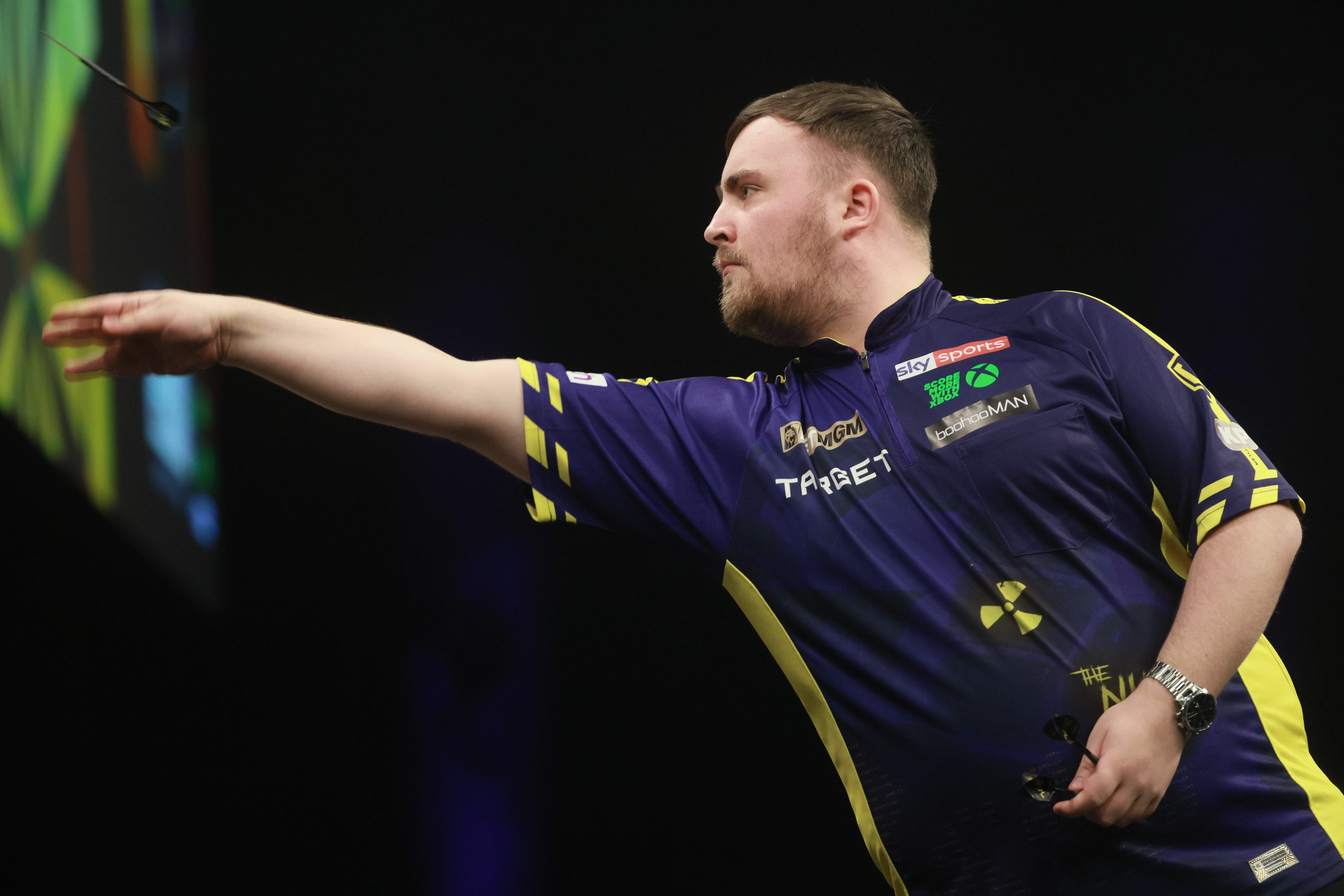
Littler bei der Premier League Darts 2025 in Berlin

Die PDC World Darts Championship 2025 startete er, an Position 4 gesetzt, mit einem 3:1-Sieg gegen seinen Landsmann Ryan Meikle. Nach weiteren Siegen über Ian White, Ryan Joyce, Nathan Aspinall sowie Stephen Bunting konnte er erneut das Endspiel erreichen, in dem er sich souverän mit 7:3 in Sätzen gegen Michael van Gerwen durchsetzte. Durch diesen Sieg wurde er zum jüngsten Weltmeister der Sportart Darts und stieg zudem auf Platz 2 der PDC Order Of Merit auf. Zudem konnte er mit insgesamt 76 180er-Aufnahmen den Ballon d’Art für die meisten geworfenen Maxima gewinnen.
Anfang März 2025 gewann Littler mit den UK Open 2025 den fünften Major-Titel seiner Karriere. Im Finale setzte er sich mit 11:2 gegen seinen Landsmann James Wade durch. Eine Woche später gewann Littler auch die Belgian Darts Open 2025 und verteidigte somit seinen Titel aus dem Vorjahr.
In der Premier League Darts 2025 erreichte er erneut als Tabellensieger die Playoffs; mit sechs Tagessiegen hatte er einen neuen Rekord aufgestellt. Seine Halbfinalpartie gegen Gerwyn Price gewann er mit 10:7. Das Endspiel verlor er mit 8:11 gegen den Vorjahresfinalisten Luke Humphries.
Im Juli 2025 gewann er mit dem World Matchplay das neben der Weltmeisterschaft älteste und prestigeträchtigste Turnier der PDC. Damit wurde er auch Träger der Triple Crown.

## Auftreten und Spielweise
Littlers Markenzeichen sind die vielen 180er-Aufnahmen, die er in rasantem Tempo erzielt. Er ist außerdem bekannt dafür, besonders oft das höchste Finish, die 170, zu checken. Zumeist deutet er im Anschluss an, eine Angel auszuwerfen – in Anlehnung an den Ausdruck „Big Fish“. Auch fällt er des Öfteren durch ungewöhnliche Finish-Wege auf, die nicht selten auf Doppel-20, Doppel-15, oder vor allem Doppel-10, seinem Lieblings-Doppel, enden.
Littler strahlt zumeist großes Selbstvertrauen, mitunter auch Laissez-faire aus. In Interviews gibt er sich dagegen ruhig und pragmatisch. Nur selten lässt er sich hier zu kontroversen Aussagen hinreißen.

## Turnierergebnisse
| Turnier                                    | 2022 | 2023 | 2024 | 2025 |
| ------------------------------------------ | ---- | ---- | ---- | ---- |
| WDF-Platin-Turniere                        |      |      |      |      |
| Weltmeisterschaft                          | AF   | n/t  | n/t  | n/t  |
| WDF Europe Cup - Einzel                    | VF   | n/a  | n/t  | n/a  |
| World Masters                              | 3R   | n/a  | n/t  | n/a  |
| PDC-Ranking-Turniere                       |      |      |      |      |
| Weltmeisterschaft                          | n/t  | n/q  | F    | S    |
| World Masters                              | n/a  | n/a  | n/a  | VF   |
| UK Open                                    | n/q  | 4R   | VF   | S    |
| World Matchplay                            | n/t  | n/q  | 1R   | S 1  |
| World Grand Prix                           | n/t  | n/q  | 1R   |      |
| Grand Slam of Darts                        | n/q  | n/q  | S    |      |
| European Darts Championship                | n/t  | n/q  | 1R   |      |
| Players Championship Finals                | n/t  | n/q  | F    |      |
| PDC-Turniere ohne Einfluss auf das Ranking |      |      |      |      |
| Premier League                             | n/t  | n/t  | S    | F    |
| World Cup of Darts                         | n/t  | n/t  | n/t  | AF   |
| World Series Finals                        | n/t  | n/t  | S    |      |
| Karrierestatistiken                        |      |      |      |      |
| Platzierung am Jahresende                  | 9    | 164  | 4    |      |
| Verband                                    | WDF  | PDC  | PDC  | PDC  |

| Legende zu den Turnierergebnissen | Legende zu den Turnierergebnissen | Legende zu den Turnierergebnissen | Legende zu den Turnierergebnissen | Legende zu den Turnierergebnissen | Legende zu den Turnierergebnissen | Legende zu den Turnierergebnissen | Legende zu den Turnierergebnissen | Legende zu den Turnierergebnissen | Legende zu den Turnierergebnissen |
| --------------------------------- | --------------------------------- | --------------------------------- | --------------------------------- | --------------------------------- | --------------------------------- | --------------------------------- | --------------------------------- | --------------------------------- | --------------------------------- |
| n/t                               | nicht teilgenommen                | n/q                               | nicht qualifiziert                | n/a                               | nicht ausgetragen                 | #R                                | Aus in jeweiliger Runde           | GP                                | Aus in der Gruppenphase           |
| AF                                | Achtelfinalist                    | VF                                | Viertelfinalist                   | HF                                | Halbfinalist                      | F                                 | Turnierfinalist                   | S                                 | Turniersieger                     |

## Titel

### PDC
- Majors
  - PDC World Darts Championship: (1) 2025
  - World Matchplay: (1) 2025
  - Premier League Darts: (1) 2024
  - World Series of Darts Finals (1) 2024
  - Grand Slam of Darts: (1) 2024
  - UK Open: (1) 2025
- World Series of Darts
  - World Series of Darts 2024: (2) Bahrain Darts Masters, Poland Darts Masters
  - World Series of Darts 2025: (2) Australian Darts Masters, New Zealand Darts Masters
- Pro Tour
  - Players Championships
    - Players Championships 2024: 1, 15, 20

  - European Darts Tour
    - European Darts Tour 2024: (2) Belgian Darts Open, Austrian Darts Open
    - European Darts Tour 2025: (1) Belgian Darts Open
- Secondary Tour Events
  - PDC Development Tour
    - PDC Development Tour 2023: 3, 5, 16, 20, 24

### WDF
- Gold-Turniere 
  - Winmau Irish Open: (1) 2021
  - Red Dragon Welsh Open: (1) 2022
- Bronze-Turniere 
  - Romanian Classic: (1) 2022
- Weitere
  - World Masters Boys 2022

## Weltmeisterschaftsresultate

### PDC-Jugend
- 2023: Sieger (6:4-Sieg gegen  Gian van Veen)

### PDC
- 2024: Finale (4:7-Niederlage gegen  Luke Humphries)
- 2025: Sieger (7:3-Sieg gegen  Michael van Gerwen)

### WDF
- 2022: Achtelfinale (0:3-Niederlage gegen  Richard Veenstra)

### JDC
- 2019: Viertelfinale (2:4-Niederlage gegen  Keane Barry)
- 2021: Halbfinale (3:5-Niederlage gegen  Bradly Roes)
- 2022: Sieger (5:0-Sieg gegen  Harry Gregory)
- 2023: Sieger (5:3-Sieg gegen  Álmos Kovács)

## Sonstiges
Luke Littler ist der erste Darts-Profi, der auf Instagram eine Million Follower erreichte. Er hatte seinen ursprünglich privaten Kanal erst nach seinem Gewinn der Junioren-Weltmeisterschaft im November 2023 zu einem verifizierten Kanal gemacht. Bis zum Beginn der PDC World Darts Championship 2024 am 15. Dezember 2023 war die Zahl seiner Follower von wenigen hundert auf 3.944 angewachsen. Bereits zwanzig Tage danach lag die Zahl bei 700.200. Damit war er der Darts-Profi mit den meisten Followern auf Instagram. Nach weiteren fünf Tagen erreichte er schließlich eine Million Follower.
Luke Littler wurde von Google als im Vereinigten Königreich meistgesuchter Sportler 2024 zum „Sportler des Jahres“ gekürt. In der Kategorie „Alle Menschen“ lag er auf Platz drei und wurde nur von Kate Middleton und Donald Trump übertroffen.